# Kurt Brand (Pharmazeut)
Otto Kurt Brand (* 19. März 1877 in Lützen; † 3. Juni 1952 in Marburg) war ein deutscher Hochschullehrer für pharmazeutische Chemie in Gießen und Marburg.

## Leben
Er besuchte die Realschule in Leipzig und wurde 1893 Praktikant in der Marienapotheke in Zwickau. Nachdem er sich eine Zeitlang in Straßburg aufgehalten hatte, studierte er an der Universität Jena, der Universität Marburg und der Universität Gießen Pharmazie. 1899 wurde er im Corps Hassia Gießen recipiert. Er legte in Marburg die Staatsprüfung für Apotheker ab und wurde 1901 in Gießen zum Dr. phil. promoviert. 1903 habilitierte er sich in Gießen für Chemie. An der Universität Gießen erhielt er 1909 ein außerplanmäßiges und 1920 ein planmäßiges Extraordinariat für angewandte Chemie. 1928 wurde er als a.o. Professor für pharmazeutische Chemie an die Universität Marburg berufen. Er legte 1933 das Bekenntnis der deutschen Professoren zu Adolf Hitler ab und trat zum 1. Mai 1933 in die NSDAP ein (Mitgliedsnummer 2.828.217). 1942 erhielt er das Kriegsverdienstkreuz II. Klasse. 1945 schied er mit 68 Jahren aus dem Universitätsdienst aus.
Verheiratet war er mit Johanna geb. Wortmann. Aus der Ehe gingen die Kinder Margot (* 1907) und Lieselitte (* 1913) hervor. Die Familie lebte in Marburg, Biegenstraße 20 1/2.

## Schriften (Auswahl)
- Der Einfluß von Justus von Liebig auf die Entwicklung der pharmazeutischen Chemie. 1931.